# Frankensteins monster
Frankensteins monster är en konstgjord människa utan namn, skapad av Dr. Frankenstein i romanen Frankenstein eller den moderne Prometheus av Mary Shelley. Den unge vetenskapsmannen Victor Frankenstein skapar monstret av likdelar och lyckas (enligt filmen från 1931) väcka det till liv ur blixtarna i ett oväder.
Monstret, som även refereras till som varelsen, överges och får ensamt ta sig fram i världen. Det får lära sig att leva som om det vore den första människan, lära sig förstå jordelivets fysikaliska realiteter såsom kyla och värme, mörker och ljus, is, sol och vatten samt kroppens behov såsom hunger och törst och hur man tillfredsställer dem. Han lär sig också det mänskliga språket. 
Monstret klarar av alla dessa svåra uppgifter men längtar efter samvaro med en annan människa. Övergiven av sin skapare söker monstret efter närhet och mänsklig kontakt från andra människor. Alla monstrets försök att närma sig människorna misslyckas dock, då de flyr, fyllda av fasa, när de får syn på honom. Han inser slutligen att hans frånstötande yttre är förklaringen till det och bestämmer sig för att hämnas på sin skapare för sitt eländiga liv. Frankensteins monster börjar därefter en hämndturné där hans första offer blir Victor Frankensteins yngre bror. Victor Frankenstein blir utom sig av sorg och känner skuld för sin brors död. Han söker upp monstret och får honom att lova att inte döda fler människor i utbyte mot att han skapar en kvinnlig motsvarighet.
Frankenstein går först med på förslaget men förstör i sista stund den kvinnovarelse som skulle bli monstrets fru. Han inser att han inte får fördubbla lidandet och ondskan som kom in i världen genom monstret och att han inte får riskera att monstren sätter barn till världen. Monstret tar sin hämnd på Victor genom att mörda hans nyblivna hustru på deras bröllopsnatt, vilket leder till att Victor ger sig ut på jakt efter monstret. Hans jakt tar honom till Nordpolen, men innan han får tag på monstret dör han av hypotermi. Monstret inser i slutet av boken att han inte finner någon ro i att hans skapare är död, utan tvärtom nu känner sig mer ensam.
Romanen inspirerade till genren science fiction och har varit grund för ett otal uppsättningar, filmatiseringar och tecknade serier. Kenneth Branaghs film ”Mary Shelley’s Frankenstein” (1994) är den filmatisering som sägs likna romanen mest. 

## Skildringar av Frankensteins monster
| Skådespelare             | År        | Produktion                                                      |
| ------------------------ | --------- | --------------------------------------------------------------- |
| Thomas Cooke             | 1823      | Presumption; or, the Fate of Frankenstein                       |
| Charles Ogle             | 1910      | Frankenstein                                                    |
| Percy Standing           | 1915      | Life Without Soul                                               |
| Umberto Guarracino       | 1920      | The Monster of Frankenstein                                     |
| Boris Karloff            | 1931      | Frankenstein                                                    |
| Boris Karloff            | 1935      | Frankensteins brud                                              |
| Boris Karloff            | 1939      | Frankensteins son                                               |
| Dale Van Sickel          | 1941      | Hellzapoppin                                                    |
| Lon Chaney, Jr.          | 1942      | The Ghost of Frankenstein                                       |
| Bela Lugosi              | 1943      | Frankenstein Meets the Wolf Man                                 |
| Glenn Strange            | 1944      | House of Frankenstein                                           |
| Glenn Strange            | 1945      | House of Dracula                                                |
| Glenn Strange            | 1948      | Huuu! Så hemskt                                                 |
| Lon Chaney, Jr.          | 1952      | Tales of Tomorrow: Frankenstein (TV-serie, avsnitt)             |
| Gary Conway              | 1957      | I Was a Teenage Frankenstein                                    |
| Christopher Lee          | 1957      | The Curse of Frankenstein                                       |
| Gary Conway              | 1958      | How to Make a Monster                                           |
| Michael Gwynn            | 1958      | The Revenge of Frankenstein                                     |
| Mike Lane                | 1958      | Frankenstein 1970                                               |
| Harry Wilson             | 1958      | Frankenstein's Daughter                                         |
| Don Megowan              | 1958      | Tales of Frankenstein (TV, pilotavsnitt)                        |
| Danny Dayton             | 1963      | Mack and Myer for Hire: Monstrous Merriment (TV-serie, avsnitt) |
| Kiwi Kingston            | 1964      | The Evil of Frankenstein                                        |
| Fred Gwynne              | 1964      | The Munsters (som "Herman Munster")                             |
| Koji Furuhata            | 1965      | Frankenstein Conquers the World                                 |
| Allen Swift              | 1967      | Mad Monster Party?                                              |
| Susan Denberg            | 1967      | Frankenstein Created Woman                                      |
| David Prowse             | 1967      | Casino Royale                                                   |
| Robert Rodan             | 1967      | Dark Shadows                                                    |
| Freddie Jones            | 1969      | Frankenstein Must Be Destroyed                                  |
| David Prowse             | 1970      | The Horror of Frankenstein                                      |
| Howard Morris            | 1970      | Groovy Goolies (som "Frankie")                                  |
| John Bloom               | 1971      | Dracula vs. Frankenstein                                        |
| Allen Swift              | 1972      | Mad Mad Mad Monsters                                            |
| Xiro Papas               | 1972      | Frankenstein 80                                                 |
| Bo Svenson               | 1973      | The Wide World of Mystery "Frankenstein" (TV)                   |
| José Villasante          | 1973      | The Spirit of the Beehive                                       |
| Michael Sarrazin         | 1973      | Frankenstein: The True Story                                    |
| Srdjan Zelenovic         | 1974      | Andy Warhol's Frankenstein                                      |
| David Prowse             | 1974      | Frankenstein and the Monster from Hell                          |
| Peter Boyle              | 1974      | Young Frankenstein                                              |
| Per Oscarsson            | 1976      | Terror of Frankenstein                                          |
| Clancy Brown             | 1985      | The Bride                                                       |
| Tom Noonan               | 1987      | The Monster Squad                                               |
| Paul Naschy              | 1987      | El Aullido del Diablo                                           |
| Chris Sarandon           | 1987      | Frankenstein (TV-film)                                          |
| Phil Hartman             | 1987–1996 | Saturday Night Live                                             |
| Jim Cummings             | 1988      | Scooby-Doo! and the Reluctant Werewolf                          |
| Nick Brimble             | 1990      | Frankenstein Unbound                                            |
| Randy Quaid              | 1992      | Frankenstein                                                    |
| Robert De Niro           | 1994      | Frankenstein                                                    |
| Frank Welker             | 1994      | The Pagemaster                                                  |
| Deron McBee              | 1995      | Monster Mash: The Movie                                         |
| Peter Crombie            | 1997      | House of Frankenstein                                           |
| Frank Welker             | 1999      | Alvin and the Chipmunks Meet Frankenstein                       |
| Shuler Hensley           | 2004      | Van Helsing                                                     |
| Luke Goss                | 2004      | Frankenstein                                                    |
| Vincent Perez            | 2004      | Frankenstein                                                    |
| Joel Hebner              | 2005      | Frankenstein Reborn                                             |
| Julian Bleach            | 2007      | Frankenstein                                                    |
| Shuler Hensley           | 2007      | Young Frankenstein                                              |
| Scott Adsit              | 2010      | Mary Shelley's Frankenhole                                      |
| Benedict Cumberbatch     | 2011      | Frankenstein                                                    |
| Jonny Lee Miller         | 2011      | Frankenstein                                                    |
| Tim Krueger              | 2011      | Frankenstein: Day of the Beast                                  |
| Kevin James              | 2012      | Hotel Transylvania                                              |
| David Gest               | 2012      | A Nightmare on Lime Street                                      |
| Roger Morrissey          | 2013      | The Frankenstein Theory                                         |
| Chad Michael Collins     | 2013      | Once Upon a Time                                                |
| Aaron Eckhart            | 2014      | I, Frankenstein                                                 |
| Rory Kinnear             | 2014      | Penny Dreadful                                                  |
| Dee Bradley Baker        | 2014      | Winx Club, "A Monstrous Crush"                                  |
| Kevin James              | 2015      | Hotell Transylvanien 2                                          |
| Spencer Wilding          | 2015      | Victor Frankenstein                                             |
| Xavier Samuel            | 2015      | Frankenstein                                                    |
| Kevin Michael Richardson | 2015      | Rick and Morty                                                  |
| John DeSantis            | 2017      | Escape from Mr. Lemoncello's Library                            |
| Kevin James              | 2018      | Hotell Transylvanien 3: En monstersemester                      |
| Skylar Astin             | 2019      | Vampirina                                                       |
| Javier Bardem            | Upcoming  | Bride of Frankenstein                                           |

## Utseende och personlighet
Shelley beskriver monstret som en känslig och emotionell varelse vars enda avsikt och önskan är att få dela sitt liv med någon annan kännande varelse som han själv.
I Shelleys roman om Frankensteins monster beskriver hon honom som en kunnig varelse. På samma sätt porträtteras han också i Paradise Lost, Plutarch's Lives, och The Sorrows of Young Werther.
Ända från monstrets födelse blir han bortstött av alla han möter. Han märker från start att inte ens hans skapare står ut med åsynen av honom. Det gör sig särskilt påtagligt när Frankenstein säger: »...one hand was stretched out, seemingly to detain me, but I escaped«. kapitel 5
Då monstret ser sin egen spegelbild går det upp för honom att han inte kan annat än att känna ren avsky för den blotta uppenbarelsen. Hans största önskan var att finna kärlek och acceptans, men hans önskan krossas och han svär på att hämnas på sin skapare.
Till skillnad från i många av filmversionerna är monstret, i romanen, vältalig och talför. Han lär sig inom 11 månader, från sin “födelse”, att tala både tyska och franska.
Frankensteins monsters utseende har varierat en aning mellan filmer och romanen. Den förmodligen mest befästa bilden av Frankensteins monster är när Boris Karloff gestaltar monstret i de tre filmerna från 1931, 1935 och 1939. Med sin gula hud, vattniga ögon, sitt väldigt ”höga” huvud och framförallt skruvarna i nacken kan monstret svårligen beskrivas som vackert utifrån Frankensteins ideal.

## Filmatiseringar
I de tre amerikanska filmerna regisserade av James Whale spelas monstret av Boris Karloff (1931, 1935 och 1939) och hans rollgestaltning blev stilbildande även för de följande filmatiseringarna.